# Florent Muslija
Florent Muslija (ur. 6 lipca 1998 w Achern) – niemiecki i kosowski piłkarz. Należał do niemieckiej reprezentacji U-20 w 2018 roku oraz do reprezentacji Kosowa w latach 2019–2023.